# Moerbekepolder
De Moerbekepolder is een polder ten zuiden van Zuiddorpe, behorende tot de Canisvliet- en Moerspuipolders, in de Nederlandse provincie Zeeland. 
De polder, waarvan het grootste deel in het huidige België ligt, werd in 1699 ingedijkt op verzoek van de abdis van de Abdij Ter Hage te Gent.
Op de Belgisch-Nederlandse grens bevindt zich de Zoute Vaart, die naar het oosten toe overgaat in de Grote Kreek. Dit is een overblijfsel van de Moerspui, een voormalige zijgeul van het Axelse Gat en voormalige vaarweg van Axel naar Gent. Het Nederlandse deel van de polder is 133 ha groot.